# Gunnlaug Ormstunga
Gunnlaug Ormstunga (tidigare också Gunnlög Ormtunga) (fornisländska Gunnlaugr ormstunga, modern isl. Gunnlaugur ormstunga), född omkring 983, död 1008, var en isländsk kämpe och skald, huvudperson i Gunnlaug Ormstungas saga. Till sitt lynne var han alltifrån ungdomen dristig och hetsig, modig och hårdför samt skicklig skald, helst då det gällde nidvisor, och han kallades därför Ormstunga. 

## Sagan
Uppteckningen av Gunnlaug Ormstungas saga har skett i slutet av 1100-talet eller början av 1200-talet - långt senare än då de skildrade händelserna ägde rum. Författaren är okänd liksom för nästan alla islänningasagor. Det råder mycket skiftande meningar om de historiska sagornas sanningshalt. Beträffande Gunnlaug Ormstungas saga har uppfattningar funnits att den alltigenom är en romantisk fantasi. Å andra sidan har beskrivningar av olika platser i sagan visat sig överensstämma väl med verkligheten. 

## Liv enligt sagan
Till följd av en oenighet med sin far Illuge den svarte begav sig Gunnlaug redan vid tolv års ålder till Torsten Egilsson på Borg och vistades där någon tid. Under denna tid lärde han känna Torstens dotter Helga den fagra, om vilken det är sagt, att hon varit den vackraste kvinnan på Island och att hennes hår var så stort att det kunde täcka henne helt.  
När Gunnlaug vid 18 års ålder reste utomlands, blev Helga hans löfteskvinna, det vill säga att hon skulle vänta på honom i tre år, men efter den tiden vara fri från alla avtal med honom. Gunnlaug besökte på denna färd Norge, England, Irland, Orkneyöarna samt Sverige, där han gästade Sigurd jarl i Skara och Olof Skötkonung. Hos Olof Skötkonung sammanträffade han med sin rival, den isländske kämpen och skalden Ravn Anundsson (Hrafn Önundarson). 
Först efter fyra år (hösten 1005) fick Gunnlaug tillfälle att återvända till Island. Kort förut hade Helga mot sin vilja blivit gift med ovannämnde Ravn; deras äktenskap blev olyckligt. Gunnlaug och Ravn träffades 1006 på alltinget, där Gunnlaug utmanade sin medtävlare till holmgång, men den striden blev oavgjord. Denna holmgång är speciell eftersom det var den sista som stod på Island, eftersom sådan tvekamp blev förbjuden från den dagen.
Kämparna reste sedan till Norge för att avgöra striden. De träffades där våren 1008, och Gunnlaug besegrade där sin motståndare, men blev själv på svekfullt vis så svårt sårad att han kort därefter avled. Han var då 25 år gammal.
Helga blev omgift, men kunde aldrig få Gunnlög ur sina tankar. Hennes största nöje var att långa stunder betrakta en praktfull kappa som hon fått av Gunnlaug. En afton lutade hon sitt huvud mot sin make, lät utbreda kappan framför sig och såg en stund på den. Därefter sjönk hon tillbaka i sin makes famn och var död. 